# Комон-л’Эванте (кантон)
Комон-л’Эванте (фр. Caumont-l’Éventé) — упраздненный кантон во Франции, находился в регионе Нижняя Нормандия. Департамент кантона — Кальвадос. Входил в состав округа Байё. Население кантона на 2006 год составляло 6115 человек.
Код INSEE кантона — 1411. Всего в кантон Комон-л’Эванте входило 14 коммун, из них главной коммуной являлась Комон-л’Эванте.

## Коммуны кантона
- Анктовиль — население составляет 1024 чел.
- Комон-л’Эванте — население составляет 1304 чел.
- Кормолен — население составляет 394 чел.
- Фулонь — население составляет 158 чел.
- Отто-ле-Баг — население составляет 469 чел.
- Ла-Ланд-сюр-Дром — население составляет 62 чел.
- Ла-Вакри — население составляет 251 чел.
- Ливри — население составляет 771 чел.
- Лонгрей — население составляет 231 чел.
- Сент-Онорин-де-Дюси — население составляет 132 чел.
- Сен-Жермен-д’Экто — население составляет 306 чел.
- Саллан — население составляет 275 чел.
- Сет-Ван — население составляет 386 чел.
- Тортваль-Кене — население составляет 352 чел.